# Musa laterita
Musa laterita är en enhjärtbladig växtart som beskrevs av Ernest Entwistle Cheesman. Musa laterita ingår i släktet bananer, och familjen bananväxter. Inga underarter finns listade i Catalogue of Life.

## Bildgalleri

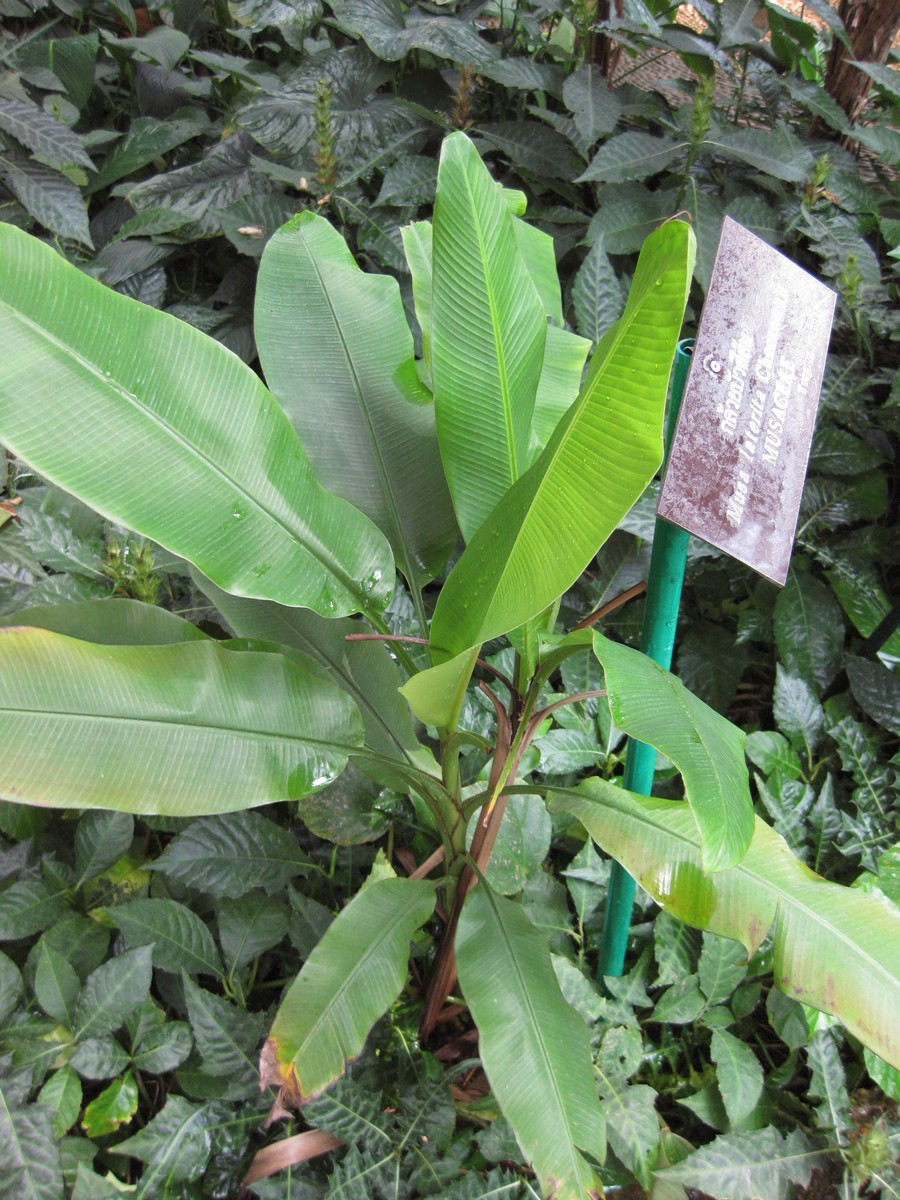
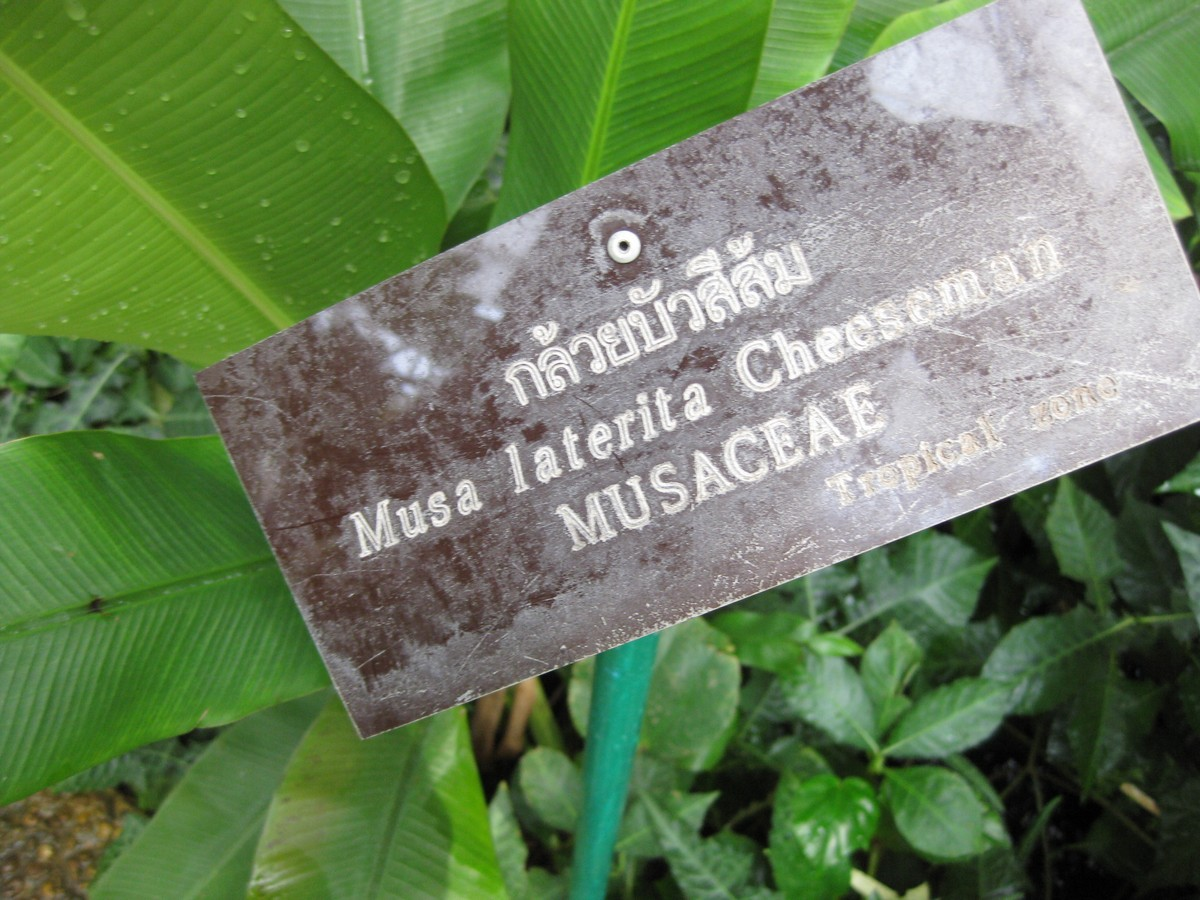